# 金甲洙
金甲洙（韓語：김갑수，1957年4月7日—），韓國男演員。

## 演出作品

### 電視劇

#### 1990年代
- 1992年：KBS《三國記》飾演 成忠
- 1993年：MBC《第3共和國》
- 1995年：KBS《燦爛的黎明》
- 1998年：KBS《王與妃》飾演 權擥

#### 2000年代
- 2000年：KBS《太祖王建》飾演 宗侃
- 2001年：KBS《新媽媽》
- 2002年：SBS《純真年代》
- 2003年：MBC《迴轉木馬》
- 2003年：KBS《武人時代》飾演 崔忠献
- 2004年：MBC《英雄時代》飾演 千四国
- 2004年：KBS《海神》飾演 李道行
- 2005年：KBS《復活》飾演 李泰俊
- 2006年：SBS《渊盖苏文》飾演 隋炀帝
- 2007年：SBS《愛情殺手吳水晶》飾演 吴秉直
- 2007年：KBS《騙你騙到愛上你》
- 2007年：MBC《狗與狼的時間》飾演 鄭學修
- 2007年：MBC《在我身邊》飾演 李俊錫
- 2008年：KBS《大王世宗》飾演 黄喜
- 2008年：OCN《不要追究過去》飾演 郭尚賢
- 2008年：SBS《老千》飾演 阿鬼
- 2008年：KBS《他們的世界》飾演 金民哲（電視局局長）
- 2009年：KBS《夥伴情人》飾演 權希壽
- 2009年：MBC《魂》飾演 白道石
- 2009年：KBS《傳說的故鄉》飾演 鄭如立
- 2009年：KBS《IRIS》飾演 兪政勲

#### 2010年代
- 2010年：SBS《濟眾院》飾演 劉西瑞
- 2010年：KBS《推奴》飾演 朝鲜仁祖
- 2010年：KBS《灰姑娘的姐姐》飾演 具大成
- 2010年：tvN《奇察密錄》
- 2010年：KBS《成均館緋聞》飾演 李廷茂（左議政）
- 2010年：MBC《快樂我的家》飾演 成銀必
- 2010年：MBC《全部我的愛》飾演 金甲洙
- 2011年：MBC《就像今天一樣》飾演 張春福
- 2012年：KBS《田禹治》飾演 馬肅
- 2013年：KBS《最佳李純信》飾演 申東赫
- 2013年：KBS《IRIS 2》飾演 Anthony崔
- 2013年：SBS《出生的祕密》飾演 崔國
- 2014年：KBS《感激時代：鬪神的誕生》飾演 富山天海
- 2014年：tvN《不要戀愛要結婚》飾演 孔秀煥
- 2014年：KBS《鋼鐵人》飾演 朱章元
- 2014年：JTBC《下女們》飾演 金治權
- 2015年：KBS《Blood》飾演 劉石柱
- 2015年：SBS《離婚律師戀愛中》飾演 奉人才
- 2015年：SBS《Mrs. Cop》飾演 朴東日
- 2015年：KBS《拜託了，媽媽》飾演 李東出
- 2015年：MBC《撲通撲通LOVE》飾演 黃喜
- 2016年：KBS《鄰家律師趙德浩》飾演 申瑛溢
- 2016年：JTBC《魔女寶鑑》飾演 許浚（老年）
- 2016年：tvN《THE K2》飾演 朴官秀
- 2017年：SBS《悄悄話》飾演 崔日煥
- 2017年：MBC《擺飯桌的男人》飾演 李信模
- 2018年：tvN《陽光先生》飾演 黃恩山
- 2018年：KBS《國標舞女孩》飾演 李圭浩
- 2019年：SBS《獬豸》飾演 肅宗
- 2019年：JTBC《輔佐官–改變世界的人們》飾演 宋熙燮
- 2019年：tvN《60天，指定倖存者》飾演 楊鎮萬
- 2019年：JTBC《輔佐官2–改變世界的人們》飾演 宋熙燮

#### 2020年代
- 2020年：tvN《機智醫生生活》飾演 朱宗秀
- 2020年：Netflix《Sweet Home》飾演 安基燮
- 2021年：tvN《機智醫生生活2》飾演 朱宗秀
- 2021年：tvN《智異山》飾演 姜賢祖的爸爸（特別出演）
- 2022年：TVING《我只是還沒全力以赴》
- 2022年：SBS《今日的網漫》飾演 白御鎮
- 2024年：tvN《淚之女王》飾演 洪滿臺
- 2024年：tvN《愛在獨木橋》飾演 尹載淏

### 电影
- 2002年：《高校四賤客》
- 2003年：《鬼魅》飾演 武賢
- 2003年：《笨小孩》
- 2004年：《那小子真帥》
- 2004年：《跆拳對決》
- 2005年：《凸槌俏女警）
- 2005年：《颱風》
- 2006年：《孔畢斗》
- 2007年：《特別市的人們》
- 2010年：《看見魔鬼》
- 2011年：《血鬥》饰演 卢信
- 2011年：《世上最美麗的離別》饰演 郑哲
- 2013年：《共犯》饰演 郑顺万
- 2014年：《噗通噗通我的人生》饰演 大洙的父亲（特别出演）
- 2015年：《今天的戀愛》饰演 俊秀的父亲（友情出演）
- 2017年：《铁雨》饰演 利泰汉
- 2022年：《热血》饰演 孙老

### 主持
- 2011年：SBS《奇蹟夢工廠》評審
- 2011年：XTM《頂級跑車秀》主持
- 2012年：MBC《家族的秘密》主持
- 2013年：tvN《超級大富翁》主持

## 奖项
- 2005年：SBS演技大奖 男配角奖
- 2006年：SBS演技大奖 最优秀演技奖
- 2006年：SBS演技大奖 10代明星奖
- 2010年：第4届Mnet 20's Choice 最具影响力的明星20人
- 2010年：KBS演技大獎 男子最优秀演技奖
- 2011年：MBC放送演艺大奖喜剧情景剧部门 男子最优秀奖
- 2013年：大韩民国大众文化艺术奖 国务总理表彰
- 2015年：KBS演技大奖长篇连续剧部门 男子优秀演技奖

## 外部連結
- 金甲洙在NAVER上的资料
- 金甲洙在豆瓣上的资料（简体中文）
- 金甲洙在互联网电影资料库（IMDb）上的資料（英文）